# Santi Cazorla
Santiago Cazorla González (Llanera, 13 de dezembro de 1984) é um futebolista espanhol que atua como meio-campista. Atualmente joga no Real Oviedo.

## Carreira

### Málaga
Contratado pelo Málaga em julho de 2011, o meia teve boas atuações na La Liga e foi um dos principais destaques do time que garantiu uma vaga inédita na Liga dos Campeões da UEFA. No total pelos Blanquiazules, Cazorla atuou em 42 partidas e marcou nove gols.

### Arsenal
No dia 2 de agosto de 2012, foi anunciado na imprensa que Cazorla havia entrado em um acordo para transferir-se ao Arsenal. A notícia foi confirmada no dia 7 de agosto, após o jogador concluir os exames médicos no clube inglês.
Santi estreou pelos Gunners no dia 18 de agosto, num empate sem gols contra a equipe do Sunderland, em partida válida pela 1ª rodada da Premier League. Marcou seu primeiro gol pelo time no dia 2 de setembro, numa vitória fora de casa por 2–0 contra o Liverpool, válida pela 3ª rodada da Premier League.
No ano de 2017, após diversas lesões e uma infecção no tornozelo, o jogador se afastou dos gramados e fez um tratamento na Espanha.

### Retorno ao Villareal
Teve o seu retorno ao Villarreal confirmado no dia 5 de junho de 2018. Com direito a truque de mágica no estádio, foi apresentado à torcida no dia 9 de agosto.

### Al-Sadd
Em julho de 2020 foi confirmado como novo reforço do Al-Sadd, do Catar. Dois anos depois, em julho de 2022, Cazorla renovou contrato por mais um ano com o clube asiático.

### Real Oviedo
Acertou seu retorno ao Real Oviedo no dia 16 de agosto de 2023, clube onde atuou nas categorias de base. Aos 38 anos, Cazorla aceitou receber o salário mínimo estipulado pela Segunda Divisão Espanhola. O clube também anunciou que 10% das vendas de camisa com seu nome serão destinadas às categorias de base.

## Seleção Nacional
Pela Seleção Espanhola, o meia sagrou-se campeão europeu das Eurocopas de 2008 e 2012. Já em 2010, devido a uma hérnia, não foi chamado por Vicente del Bosque para a Copa do Mundo FIFA realizada na África do Sul, na qual a Espanha conquistou seu primeiro título mundial.
Seu último torneio pela Seleção Espanhola foi a Copa do Mundo FIFA de 2014, realizada no Brasil. Cazorla atuou em apenas duas partidas, não marcou gols e viu a Espanha ser eliminada de maneira precoce na fase de grupos.

## Estilo de jogo
Cazorla é um jogador conhecido por sua baixa estatura (1,68 m), o que faz com que ele seja bastante veloz. Possui também uma excelente visão de jogo, com passes magistrais e chutes precisos. É conhecido por ser um especialista na bola parada, marcando muitos gols ou dando assistências oriundas de suas cobranças. Uma característica marcante é sua qualidade técnica e habilidade com ambas as pernas (ambidestria).

## Títulos
Villarreal
- Copa Intertoto da UEFA: 2004

Arsenal
- Copa da Inglaterra: 2013–14 e 2014–15
- Supercopa da Inglaterra: 2014 e 2015

Al-Sadd
- Taça da Liga do Catar: 2019–20
- Copa do Emir do Catar: 2020 e 2021
- Taça do Catar: 2021
- Catar Stars League: 2020–21 e 2021–22

Seleção Espanhola
- Eurocopa: 2008 e 2012

### Prêmios individuais
- 73º melhor jogador do ano de 2012 (The Guardian)[16]
- 97º melhor jogador do ano de 2016 (The Guardian)[17]